# ارمنستان در بازی‌های فرانکوفونی ۲۰۲۳
ارمنستان در بازی‌های فرانکوفونی ۲۰۲۳ (فرانسوی: 2023 Jeux de la Francophonie‎) که در شهر کینشاسا، جمهوری دموکراتیک کنگو برگزار شد، کاروان ارمنستان با ورزشکار در این رقابت‌ها شرکت کرد و موفق به کسب ۸ مدال (۳ طلا، ۲ نقره و ۳ برنز) شد. در جدول رتبه‌بندی توزیع مدال‌ها، ارمنستان در ردهٔ ۱۴ مسابقات قرار گرفت.

## مدال‌آوران
| مدال | نام              | ورزش         | رویداد     | منبع  |
| ---- | ---------------- | ------------ | ---------- | ----- |
| طلا  | آشیک آندریان     | جودو         | فوق ‌سبک‌وزن | [ ۱ ] |
| طلا  | ورژ گئورگیان     | کشتی         | ۶۱ ک‌گ      | [ ۲ ] |
| طلا  | گئورگ مخیان      | کشتی         | ۷۰ ک‌گ      |       |
| نقره | هراچیا مارگاریان | کشتی         | ۶۵ ک‌گ      | [ ۳ ] |
| نقره | لوون آقاسیان     | دو و میدانی  |            | [ ۴ ] |
| برنز | ریما خلقاتیان    | تنیس روی میز |            | [ ۵ ] |
| برنز | رازمیک سیمونیان  | کشتی         | ۷۹ ک‌گ      |       |
| برنز | آراکل موسسیان    | کشتی         | ۵۷ ک‌گ      |       |

## یادداشت
1. ↑  Ashik Andreyan
2. ↑  Vrezh Gevorgyan
3. ↑  Gevorg Mkheyan
4. ↑  Levon Aghasyan
5. ↑  Rima Khlghatyan
6. ↑  Razmik Simonyan
7. ↑  Arakel Movsesyan